# Кен Овенс
Кен Овенс (енгл. Ken Owens; 3. јануар 1987) професионални је рагбиста и репрезентативац Велса који тренутно игра за рагби јунион тим Скарлетс.

## Биографија
Висок 185 цм, тежак 109 кг, Овенс је пре Скарлетса играо за Љанели РФК и Кармартен Квинс РФК. За репрезентацију Велса је до сада одиграо 33 тест мечева и постигао 2 есеја.